# Wilhelm Reich (Verwaltungsjurist)
Wilhelm Viktor Reich (* 27. Juli 1881 in Rottenburg am Neckar; † 30. März 1951 in Neresheim) war ein württembergischer Verwaltungsjurist.

## Leben
Reich studierte Rechtswissenschaften in Tübingen und München. Er war Mitglied der katholischen Studentenverbindung KStV Alamannia Tübingen im KV. Er legte 1905 die erste und 1907 die zweite Staatsprüfung ab.
Er trat 1907 in die württembergische Innenverwaltung ein und war ab 1913 Amtmann beim Oberamt Saulgau sowie von 1921 bis 1924 wiederholt Amtsverweser bei den Oberämtern Backnang, Calw und Riedlingen. Er leitete das Oberamt Saulgau ab 1924 als Oberamtmann und ab 1928 als Landrat. Nach schweren Konflikten mit der NSDAP-Kreisleitung in Saulgau war er ab 1934 beim Oberamt Neresheim zunächst als Amtsverweser und ab 1935 als Landrat tätig, bis er am 13. September 1938 nach andauernden politischen Konflikten in den Wartestand versetzt wurde.
Von 1940 bis 1942 vertrat er mehrfach die Kreispolizeibehörde bei den Musterungs- und Aushebungsgeschäften im Kreis Aalen. Am 31. Mai 1943 erfolgte krankheitshalber auf Antrag die vorzeitige Zurruhesetzung. 1944 vertrat er wiederum zweimal die Kreispolizeibehörde bei den Musterungsgeschäften in den Kreisen Aalen und Heidenheim.
Im Frühjahr 1945 wurde er von der US-Militärregierung als kommissarischer Bürgermeister von Neresheim eingesetzt.
Politisch gehörte er von 1919 bis 1925 der Zentrumspartei und von 1925 bis 1933 der DNVP an. Zum 1. Mai 1933 trat er der NSDAP bei (Mitgliedsnummer 3.247.283).
Er war römisch-katholischer Konfession.